# Il Giallo Mondadori dal 1201 al 1300
|  | I 100 precedenti: Il Giallo Mondadori dal 1101 al 1200 |

## Dal N.1201 al N.1300
| N.   | Titolo italiano                                     | Autore                | Titolo originale                 | Pubblicazione     |
| ---- | --------------------------------------------------- | --------------------- | -------------------------------- | ----------------- |
| 1201 | Sei in gamba, Mac!                                  | Thomas B. Dewey       | The Taurus Trip                  | 6 febbraio 1972   |
| 1202 | Dalla sera alla mattina                             | Anna Sedlmayerova     | Od Vecera Do Rana                | 13 febbraio 1972  |
| 1203 | Gli assassini non sono intelligenti                 | Louis C. Thomas       | Les Ecrits Restent               | 20 febbraio 1972  |
| 1204 | La maschera dell'assassino                          | Harry Carmichael      | Dead Trap                        | 27 febbraio 1972  |
| 1205 | L'ospite di notte                                   | Hillary Waugh         | The Shadow Guest                 | 5 marzo 1972      |
| 1206 | Alma nel labirinto                                  | Dominic Devine        | Dead Trouble                     | 12 marzo 1972     |
| 1207 | Undici anni di grazia                               | Bill Pronzini         | The Stalker                      | 19 marzo 1972     |
| 1208 | Cacciatore solitario                                | Collin Wilcox         | The Lonely Hunter                | 26 marzo 1972     |
| 1209 | Sotto il segno dello scorpione                      | Phillip Rock          | Dirty Harry                      | 2 aprile 1972     |
| 1210 | Christie Opara, agente investigativo di primo grado | Dorothy Uhnak         | The Witness                      | 9 aprile 1972     |
| 1211 | Processo al giustiziere                             | Hamilton Jobson       | The Silent Cry                   | 16 aprile 1972    |
| 1212 | Evaso per uccidere                                  | Jeremy York           | Run Away To Murder               | 23 aprile 1972    |
| 1213 | I peccatori delle Antille                           | Edward S. Aarons      | The Sinners                      | 30 aprile 1972    |
| 1214 | Anonima cervelloni                                  | Adam Diment           | Think Inc.                       | 7 maggio 1972     |
| 1215 | L'ultima donna nella sua vita                       | Ellery Queen          | The Last Woman In His Life       | 14 maggio 1972    |
| 1216 | Piccolo mondo assassino                             | Robert Bernard        | Deadly Meeting                   | 21 maggio 1972    |
| 1217 | Rebus per un funerale                               | Ruth Rendell          | One Across, Two Down             | 28 maggio 1972    |
| 1218 | Un piccolo cuore tatuato                            | Richard Deming        | Anything But Saintly             | 4 giugno 1972     |
| 1219 | Assassini si nasce                                  | Douglas Enefer        | Girl In A Million                | 11 giugno 1972    |
| 1220 | Un pugno di mosche                                  | Hillary Waugh         | Finish Me Off                    | 18 giugno 1972    |
| 1221 | Tenente Hastings, polizia di San Francisco          | Collin Wilcox         | The Disappearance                | 25 giugno 1972    |
| 1222 | 87º Distretto: tutti presenti                       | Ed McBain             | Hail, Hail, The Gang's All Here! | 2 luglio 1972     |
| 1223 | La polizza Chandler                                 | Doris Miles Disney    | The Chandler Policy              | 9 luglio 1972     |
| 1224 | È solo questione di tempo                           | James Hadley Chase    | Just A Matter Of Time            | 16 luglio 1972    |
| 1225 | Caccia alla belva                                   | Dorothy Gardiner      | Lion Or Murder?                  | 23 luglio 1972    |
| 1226 | L'altalena della morte                              | Sherwood King         | If I Die Before I Wake           | 30 luglio 1972    |
| 1227 | Nemici di famiglia                                  | Elizabeth Ferrars     | A Stranger And Afraid            | 6 agosto 1972     |
| 1228 | Gideon: olimpiadi del delitto                       | J.J. Marric           | Gideon's Sport                   | 13 agosto 1972    |
| 1229 | Don Manuel e le gemelle scomparse                   | F. Garcia Pavon       | Las Hermanas Coloradas           | 20 agosto 1972    |
| 1230 | Nella tana dei lupi                                 | Peter Malloch         | The Grab                         | 27 agosto 1972    |
| 1231 | Assassino a piede libero                            | Mignon G. Eberhart    | Two Little Rich Girls            | 3 settembre 1972  |
| 1232 | La spirale della paura                              | Rae Foley             | This Woman Wanted                | 10 settembre 1972 |
| 1233 | Mi chiamano Giuda                                   | E. Richard Johnson    | The Judas                        | 17 settembre 1972 |
| 1234 | Luna-Parker                                         | Richard Stark         | Slayground                       | 24 settembre 1972 |
| 1235 | La prova del nove                                   | Ellery Queen          | A Fine And Private Place         | 1º ottobre 1972   |
| 1236 | Qualcuno ha tradito                                 | Dolores Hitchens      | The Baxter Letters               | 8 ottobre 1972    |
| 1237 | Fenner: una pista tutta d'oro                       | George Harmon Coxe    | Fenner                           | 15 ottobre 1972   |
| 1238 | Abracadavere                                        | Hartley Howard        | Murder One                       | 22 ottobre 1972   |
| 1239 | Miss Marple: Nemesi                                 | Agatha Christie       | Nemesis                          | 29 ottobre 1972   |
| 1240 | Davis non abita più qui                             | Jack Ripley           | Davis Doesn't Live Here Any More | 5 novembre 1972   |
| 1241 | Caccia al kidnapper                                 | Ruth Rendell          | No More Dying Then               | 12 novembre 1972  |
| 1242 | Pietà per gli ingiusti                              | Bill Pronzini         | The Snatch                       | 19 novembre 1972  |
| 1243 | Assassinio in effigie                               | Doris Miles Disney    | Three Is A Crowd                 | 26 novembre 1972  |
| 1244 | Uccidere o morire                                   | Jeremy York           | Find The Body                    | 3 dicembre 1972   |
| 1245 | Getaway                                             | Jim Thompson          | The Getaway                      | 10 dicembre 1972  |
| 1246 | Philo Vance e il caso Allen                         | S. S. Van Dine        | The Gracie Allen Murder Case     | 17 dicembre 1972  |
| 1247 | I peccati di Coreyville                             | Jean Potts            | Go, Lovely Rose                  | 24 dicembre 1972  |
| 1248 | Zig-zag                                             | Paul Andreota         | Zigzags                          | 31 dicembre 1972  |
| 1249 | Glenn Bowman: epitaffio per Joanna                  | Hartley Howard        | Epitaph For Joanna               | 7 gennaio 1973    |
| 1250 | Sanatoria per un delitto                            | Douglas Enefer        | A Long Way To Pitt Street        | 14 gennaio 1973   |
| 1251 | La donna con la pistola                             | George Harmon Coxe    | Woman With A Gun                 | 21 gennaio 1973   |
| 1252 | Rebus a chiave doppia                               | Arthur Maling         | Loophole                         | 28 gennaio 1973   |
| 1253 | Matto al re in sedici mosse                         | Adam Hall             | Knight Sinister                  | 4 febbraio 1973   |
| 1254 | Dritti in trasferta                                 | Alain Reynaud-Fourton | La Balade Des Vendus             | 11 febbraio 1973  |
| 1255 | La sorgente della paura                             | Dominic Devine        | Three Green Bottles              | 18 febbraio 1973  |
| 1256 | Tenente Hastings: domani si ricomincia              | Collin Wilcox         | Dead Aim                         | 25 febbraio 1973  |
| 1257 | Successo, maledetto successo                        | Maurice Culpan        | Bloody Success                   | 4 marzo 1973      |
| 1258 | Come sbancare il lunario                            | Donald E. Westlake    | Bank Shot                        | 11 marzo 1973     |
| 1259 | Il vaso di Pandora                                  | Rae Foley             | Ominous star                     | 18 marzo 1973     |
| 1260 | Rotta di collisione                                 | Hugh Pentecost        | Don't Drop Dead Tomorrow         | 25 marzo 1973     |
| 1261 | Destinato a morire                                  | Jan Roffman           | Likely To Die                    | 1º aprile 1973    |
| 1262 | Virgil Tibbs: cinque giade preziose                 | John Ball             | Five Pieces of Jade              | 8 aprile 1973     |
| 1263 | L'importanza di chiamarsi Gideon                    | J.J. Marric           | Gideon's Art                     | 15 aprile 1973    |
| 1264 | Delitto d'autore                                    | L.A. Fortride         | Zahle Jeden Preis For Mord       | 22 aprile 1973    |
| 1265 | Rabbia in corpo                                     | Norman A. Daniels     | One Angry Man                    | 29 aprile 1973    |
| 1266 | Trappola N. 6                                       | Stephen Ransome       | Trap N°6                         | 6 maggio 1973     |
| 1267 | Inferno a Paradise City                             | James Hadley Chase    | Want To Stay Alive?              | 13 maggio 1973    |
| 1268 | Solista della rapina                                | Peter Malloch         | Blood on Pale Fingers            | 20 maggio 1973    |
| 1269 | Relazioni micidiali                                 | Rosemary Gatenby      | Daedly Relations                 | 27 maggio 1973    |
| 1270 | L'ottava moglie di Mister G                         | Elizabeth Ferrars     | The Steven Sleepers              | 3 giugno 1973     |
| 1271 | Concerto di morte al Lincoln Center                 | Hampton Stone         | The Kid Who Came With a Corpse   | 10 giugno 1973    |
| 1272 | Aut-aut                                             | Peter Alding          | Call Back To Crime               | 17 giugno 1973    |
| 1273 | Christie Opara: l'archivio nel cervello             | Dorothy Uhnak         | The Ledger                       | 24 giugno 1973    |
| 1274 | Glenn Bowman: funerale senza lacrime                | Hartley Howard        | Nice Day for a Funeral           | 1º luglio 1973    |
| 1275 | Amore mio, uccidimi                                 | Pierre Anduze         | Tue-moi, cheri                   | 8 luglio 1973     |
| 1276 | Studio in bianco e nero                             | Janet G. Vermandel    | Dine With The Devil              | 15 luglio 1973    |
| 1277 | La settima maschera                                 | Henry Slesar          | The Seventh Mask                 | 29 luglio 1973    |
| 1278 | Gli elefanti hanno buona memoria                    | Agatha Christie       | Elephants Can Remember           | 29 luglio 1973    |
| 1279 | Hildegarde Whiters: la radice del male              | Stuart Palmer         | Nipped in The Bud                | 5 agosto 1973     |
| 1280 | Perry Mason e le mura di Gerico                     | Erle Stanley Gardner  | The Case of The Fenced in Woman  | 12 agosto 1973    |
| 1281 | Tutto cominciò quella notte                         | Hugh Pentecost        | The Champagne Killer             | 19 agosto 1973    |
| 1282 | Gli amici dell'assassino                            | Rae Foley             | Sleep Without Morning            | 26 agosto 1973    |
| 1283 | Vietato essere uomini                               | Ellery Queen          | The Blue Movie Murders           | 2 settembre 1973  |
| 1284 | E loro sono la notte                                | Hugh Fleewood         | A Painter of Flowers             | 9 settembre 1973  |
| 1285 | L'asso nella manica                                 | Richard Lockridge     | Something Up a Sleeve            | 16 settembre 1973 |
| 1286 | Il prezzo dell'innocenza                            | Rex Anderson          | Cover Her With Roses             | 23 settembre 1973 |
| 1287 | Controsequestro                                     | Judson Philips        | The Vanishing Senator            | 30 settembre 1973 |
| 1288 | Non aprire la porta!                                | Ursula Curtiss        | Don't Open The Door!             | 7 ottobre 1973    |
| 1289 | Parker: via col piombo                              | Richard Stark         | Plunder Squad                    | 14 ottobre 1973   |
| 1290 | Sulla pelle degli altri                             | John Creasey          | The Executioners                 | 21 ottobre 1973   |
| 1291 | Il beneficio del dubbio                             | Isobel Lambot         | Watcher On The Store             | 28 ottobre 1973   |
| 1292 | Un po' di neve sull'erba fresca                     | Roger Parkes          | The Guardians                    | 4 novembre 1973   |
| 1293 | Povera, povera Ofelia                               | Carolyn Weston        | Poor, Poor Ophelia               | 11 novembre 1973  |
| 1294 | La menzogna di Mitch Tobin                          | Tucker Coe            | Don't Lie To Me                  | 18 novembre 1973  |
| 1295 | Gideon e i suoi uomini                              | J.J. Marric           | Gideon's Men                     | 25 novembre 1973  |
| 1296 | La posta in gioco                                   | Doris Miles Disney    | Unappointed Rounds               | 2 dicembre 1973   |
| 1297 | I giustizieri della tavola rotonda                  | Gordon Ashe           | The Crime Haters                 | 9 dicembre 1973   |
| 1298 | L'uomo che non era in vendita                       | Jack Foxx             | The Jade Figurine                | 16 dicembre 1973  |
| 1299 | La paura è un virus                                 | Mignon G. Eberhart    | Postmark Murder                  | 23 dicembre 1973  |
| 1300 | Il giorno che aveva scelto per morire               | Stanton Forbes        | But I Wouldn't Want To Die Here  | 30 dicembre 1973  |

|  | I 100 successivi: Il Giallo Mondadori dal 1301 al 1400 |